# Flavivirové infekce ptáků
Virusy z rodu Flavivirus a čeledě Flaviviridae jsou u ptáků původci klinicky se projevující  meningoencefalitidy krůt. U divoce žijících ptáků byly také prokázány většinou subklinické infekce dalšími flavivirusy, a to  klíšťových encefalitid,  encefalitidy St. Louis,  japonské encefalitidy B,  horečky údolí Murray aj. Neobvykle vysoký výskyt viru  horečky západního Nilu u volně žijících ptáků je pozorován v USA od roku 1999. 
Ojediněle byla u pštrosů v  Jihoafrické republice diagnostikována Wesselsbronská choroba (členovci přenosné onemocnění ovcí, hovězího dobytka a koz). Přestože izolovaný flavivirus pocházel z hejna mladých pštrosů, postižených vysokou mortalitou, nepodařilo se experimentálně potvrdit jeho patogenitu, takže význam této infekce zůstal neobjasněn. Sérologické vyšetření jatečných pštrosů v JAR ale prokázalo až 50% prevalenci specifických protilátek.